# Orepukia tonga
Orepukia tonga là một loài nhện trong họ Agelenidae.
Loài này thuộc chi Orepukia. Orepukia tonga được miêu tả năm 1973 bởi Raymond Robert Forster & Wilton.